# Списак хотела у Новом Саду
Следи списак хотела у Новом Саду.

## Хотели са 5 звездица
- Хотел Парк, Новосадског сајма 35

## Хотели за 4 звездице
- Хотел Зенит, Змај Јовина 8
- Хотел Гимнас, Теодора Павловића 43
- Хотел Президент, Футошка 109
- Хотел , Цара Душана 69
- Хотел Александар, Булевар цара Лазара 79

## Хотели са 3 звездице
- Хотел Нови Сад, Булевар Јаше Томића бб
- Хотел Путник, Илије Огњановића 24
- Хотел Сајам, Хајдук Вељкова 11
- Хотел Медитеранео, Илије Огњановића 10
- Хотел , Булевар Јована Дучића
- Хотел Бонака, Кисачка 62а
- Хотел Војводина, Трг Слободе 2

## Хотели са 2 звездице
- Хотел Римски, Јована Цвијића 26